# Heteronarce garmani
Heteronarce garmani är en rockeart som beskrevs av Regan 1921. Heteronarce garmani ingår i släktet Heteronarce och familjen Narkidae. IUCN kategoriserar arten globalt som sårbar. Inga underarter finns listade i Catalogue of Life.